# Ajonc en Nouvelle-Zélande

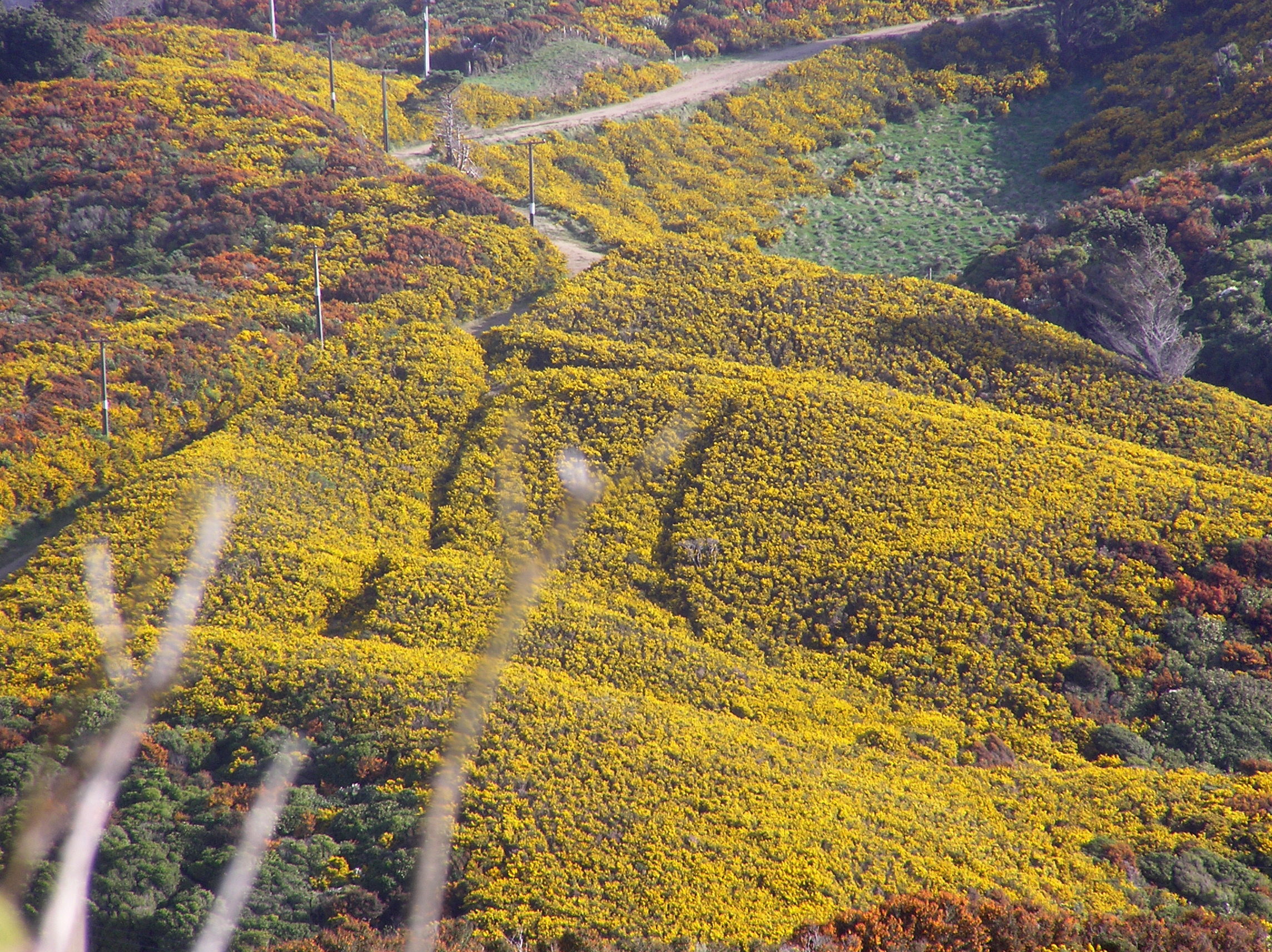
Les ajoncs couvrent une colline de forêt indigène défrichée pour l'agriculture près de Karori, dans la banlieue de Wellington.

L'ajonc d'Europe (Ulex europaeus) a été introduit en Nouvelle-Zélande au début de la colonisation européenne. C'est maintenant une espèce végétale envahissante majeure dont le contrôle nécessite des millions de dollars.

## Introduction en Nouvelle-Zélande
Introduit d'Europe occidentale au tout début de la colonisation européenne, l'ajonc a été remarqué par Charles Darwin dans les haies de la baie des îles lors de son voyage dans les eaux néo-zélandaises en 1835. Sa propagation et son développement en tant que mauvaise herbe dans le climat tempéré de la Nouvelle-Zélande ont été rapides, mais les colons n'ont pas reconnu la menace ; des graines d'ajoncs ont continué à être importées et des plantations délibérément établies jusque dans les années 1900.

## Utilisations
L'ajonc est utilisé pour créer des haies et des brise-vent dans les plaines de Canterbury depuis les années 1850. Ces brise-vent ont une longueur combinée de 300 000 kilomètres.

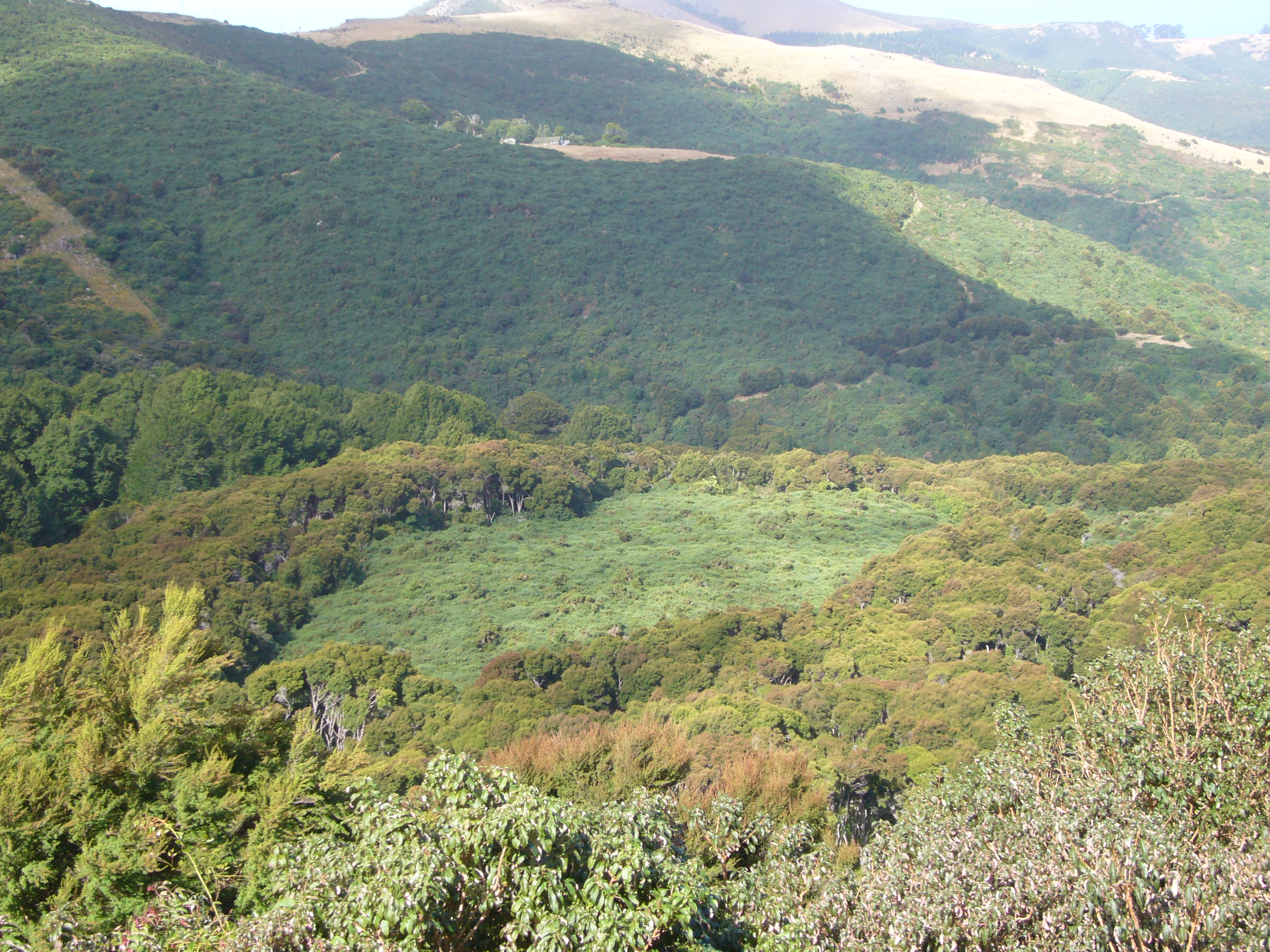
Une parcelle d'ajoncs entourée de bush indigène en cours de régénération dans la sur la péninsule de Banks.

L'ajonc forme une pépinière utile pour de nombreuses espèces pour la régénération de la brousse indigène. Lorsqu'ils sont jeunes, les buissons d'ajoncs sont très denses. En vieillissant, ils deviennent « longs » et offrent des conditions idéales pour la germination et la croissance des graines indigènes. Les semis indigènes poussent à travers les ajoncs, coupant sa lumière et finissant par les remplacer. Cette technique fonctionne avec succès et dans un court laps de temps dans la réserve d'Hinewai (en) sur la péninsule de Banks.

## Problèmes

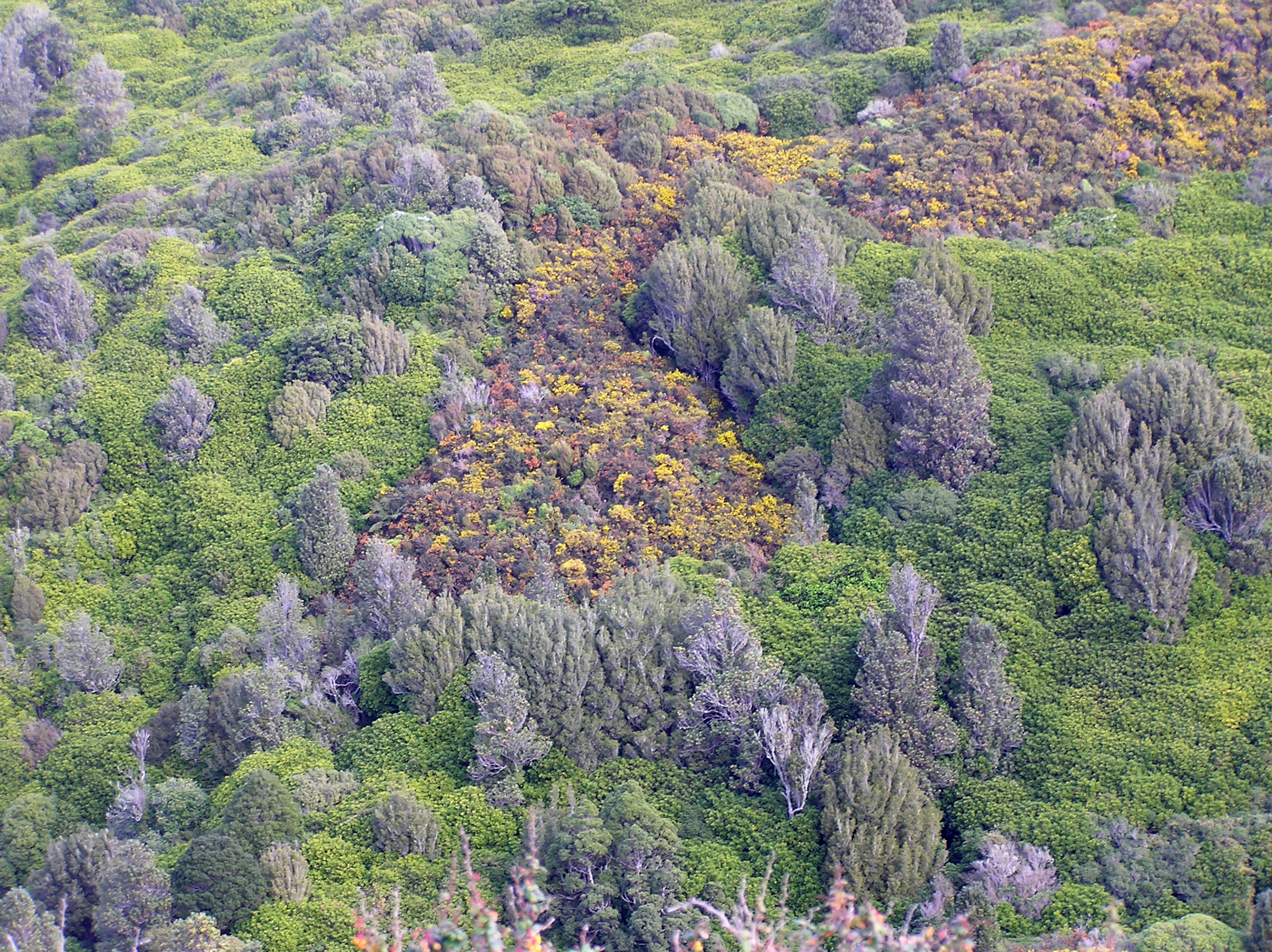
L'ajonc est une des plantes les plus rapides à coloniser les zones forestières perturbées, ici à Wellington.

L'introduction de l'ajonc a entraîné de vastes infestations se propageant sur des centaines d'hectares et culminant à la fin des années 1940. L'ajonc a été reconnu comme une menace dès 1861, lorsque le Conseil provincial de Nelson a adopté une loi pour empêcher la plantation de haies d'ajoncs. La graine peut rester dormante sur le sol jusqu'à 50 ans, germant rapidement après que les adultes ont été retirés. Malheureusement, la plupart des méthodes d'élimination des plants d'ajoncs adultes, comme les brûler ou les passer au bulldozer, créent les conditions idéales pour la germination des graines d'ajoncs et son éradication totale avec la technologie actuelle semble impossible.
L'ajonc couvre 700 000 hectares (avec des densités variables) - soit 5% de la superficie de la Nouvelle-Zélande si on exclut les forêts indigènes et les zones végétalisées subalpines et alpines. Il est devenu la mauvaise herbe la plus coûteuse à contrôler en Nouvelle-Zélande, avec une estimation de 22 millions de dollars par an au début des années 1980.

## Contrôle biologique
Les domaines de recherche actuels sont : la gestion active des agents de lutte, le développement d'un bioherbicide et l'utilisation de la modélisation.
La lutte biologique contre les ajoncs est étudiée depuis les années 1920. Sept agents différents ont été libérés en Nouvelle-Zélande. Les résultats ont été mitigés, mais en général, ni les insectes se nourrissant de graines ni ceux qui se nourrissent de feuillage ne causent suffisamment de dégâts pour être viables en tant qu'agents de contrôle autonome.